# L'Homme unidimensionnel
L'Homme unidimensionnel est un essai de Herbert Marcuse, avec pour sous-titre Essai sur l'idéologie de la société industrielle avancée, publié en anglais en 1964 aux États-Unis puis, traduit de l'anglais par Monique Wittig et l'auteur en français, en 1968 en France.

## Idées
Dans L'Homme unidimensionnel, Marcuse propose une critique du monde moderne qui emporte à la fois le capitalisme et le communisme soviétique, basée sur le constat, dans les deux systèmes, de l'augmentation des formes de répression sociale (qu'elles soient d'ordre privé ou public). Ainsi, la tendance, dans les pays supposément marxistes, à la bureaucratisation était, pour Marcuse, tout aussi opposée à la liberté que dans les pays occidentaux.
Il avance que ce qu'il appelle la « société industrielle avancée » crée des besoins illusoires (false needs) qui permettent d'intégrer les individus au système de production et de consommation par le truchement des mass media, de la publicité et de la morale. La conséquence en est un univers de pensée et de comportement « unidimensionnel », au sein duquel l'esprit critique ou les comportements antisystémiques sont progressivement écartés. À l'encontre de ce climat ambiant, Marcuse se fait le champion d'une « négation intégrale » (great refusal), seule opposition jugée par lui adéquate aux méthodes de contrôle de la pensée en cours. Une grande partie de l'ouvrage consiste en une défense de cette « pensée négative » comme force de fracture contre le système positiviste.
Marcuse rend également compte de l'intégration de la classe ouvrière industrielle dans la société capitaliste et des nouvelles formes de la stabilisation du capitalisme, réinterprétant les postulats marxistes d'une nécessaire crise du capitalisme et révolution prolétarienne. Contrastant avec la doctrine orthodoxe marxiste, Marcuse met de surcroît en valeur la force non-intégrée des minorités, des outsiders, et des intelligentsias radicales, dans l'espoir de nourrir la pensée critique d'opposition.
Le livre se conclut par la citation pessimiste de Walter Benjamin : « Nur um der Hoffnungslosen willen ist uns die Hoffnung gegeben » (« C'est seulement à cause de ceux qui sont sans espoir que l'espoir nous est donné »).

## Réception et influence
Paru en France en avril 1968 (un peu avant les évènements de Mai), l'ouvrage de Marcuse rend peut-être plus compte de l'état de la société contemporaine qu'il n'a d'influence sur le mouvement. L'Homme unidimensionnel rencontre un très large écho, et, par sa généalogie philosophique (l'influence de l'École de Francfort est encore très présente chez Marcuse), est porteur d'un renouvellement profond de la pensée. En effet, outre cette symétrie féconde dans la critique de deux grands régimes de domination, l'École de Francfort remplace l'ancienne notion de « synthèse » par celle, profondément plus libertaire, de « constellation ».
S'il reçut de vives critiques de la part des marxistes « orthodoxes » aussi bien que des théoriciens non-marxistes, de gauche comme de droite, et quel qu'en fût le pessimisme affiché, L'Homme unidimensionnel influença de nombreuses personnalités au sein de la Nouvelle Gauche, en particulier aux États-Unis (par exemple Angela Davis) et en France, par son double rejet du capitalisme et du système soviétique. Les thèses présentées par Marcuse dans ce texte sont réinterprétées et discutées par le philosophe Jürgen Habermas dans son livre La technique et la science comme « idéologie ».
Le réalisateur Amos Gitaï consacrera une scène de son film Kippour (2000), sur la philosophie de ce livre.
En 2024, de manière critique par rapport à Herbert Marcuse, le philosophe Florent Schoumacher indique dans son essai "Eîdolon: simulacre et hypermodernité" que dans les sociétés de l' hypermodernité, en Occident, le contrat social dispose que nous sommes obligés d'employer  des « simulacres ». Nous y sommes portés par  l'hybris (hubris) . Cependant, la notion contemporaine de simulacre indique que nous avons tous un rapport biaisé à la réalité du monde, non pas parce que la réalité n’est pas accessible, mais parce que nous souhaitons ne pas voir les choses telles qu’elles paraissent. Il nomme ce processus "l'unidimensionnalité spectaculaire". Le philosophe souligne  pourtant  que notre capacité d'aphairesis , notre capacité de représentation du monde, existe bel et bien.

« L’unidimensionnalité spectaculaire est devenue réelle, c’est la tienne, la nôtre, cette dimension unique, auprès des images que tu véhicules. Sauf que cette unidimensionnalité, cette vie auprès du simulacre ne te permet plus l’ascension. Ce que Marcuse voyait comme un nivellement moyen dans les Trente Glorieuses est devenu un nivellement du socle par la base elle-même, la pyramide ne cesse de s’évaser et d’être dans une posture de plus en plus bancale. (...) La société unidimensionnelle n’est pas une société sans classe, même si elle ne fait que représenter les leaders,ceux qui ont réussi, les milliardaires, les sportifs, les grands bourgeois et leurs serfs, chroniqueurs, éditorialistes, écrivains et sociologues mondains. C’est une société où les classes exploitées n’ont plus la possibilité de se reconnaître comme telles. Elles ont été rayées, biffées de la représentation, tout comme dans l’écrasante majorité des cas, les femmes qui n’apparaissent nulle part ou seulement comme des exceptions ou seulement comme des victimes. »